# Restrisiko – Ein Film über Menschen im Maßregelvollzug
Restrisiko – Ein Film über Menschen im Maßregelvollzug ist ein Dokumentarfilm über Menschen, die aufgrund ihrer psychischen Erkrankung Straftaten begangen haben und im Maßregelvollzug leben. Gedreht wurde der Film in dem LWL-Zentrum für Forensische Psychiatrie Lippstadt des Landschaftsverband Westfalen-Lippe. Dabei kommen mehrere Patienten, die Ärztliche Direktorin der Einrichtung Nahlah Saimeh sowie die Adoptiv-Eltern eines Patienten zu Wort.
Der Dokumentarfilm wurde 2014 mit dem Grimme-Preis ausgezeichnet.

## Inhalt
Im Zentrum stehen drei Sexualstraftäter im Maßregelvollzug. Die forensische Psychiatrie bildet den Lebensraum der wohl lebenslang Inhaftierten. Die Insassen sprechen über ihre eigene Jugend, die oftmals von Gewalt oder selbst erlebtem sexuellem Missbrauch geprägt war. Die eigenen Straftaten waren von Machtbesessenheit geprägt. In der alltäglichen Tristesse der Psychiatrie gibt es aber kleine Lichtblicke: ein Inhaftierter empfängt regelmäßig seine Adoptiveltern, die ihn lieben so wie er ist, ein anderer findet als Koch im Projekt KulturZ Bestätigung.
Die ärztliche Direktorin Nahlah Saimeh beteuert, die schweren Taten kann man den Leuten nicht ansehen. Die Insassen selbst sehen sich als immerwährende Gefahr und wollen die Anstalt nicht mehr verlassen.